# Campeonato Femenino Sub-17 de la OFC 2016
El Campeonato Femenino Sub-17 de la OFC 2016 fue la tercera edición del Campeonato Femenino Sub-17 de la OFC. El torneo se celebró en las Islas Cook entre el 13 y el 23 de enero de 2016. El torneo, que regresó después de que se canceló la edición anterior en 2014, estaba originalmente programado para celebrarse entre el 13 y el 28 de septiembre de 2015.
Igual que las ediciones anteriores, el torneo actuó como clasificatorio OFC para la Copa Mundial Femenina Sub-17 de la FIFA. La ganadora del torneo se clasificó para la Copa Mundial Femenina Sub-17 de la FIFA 2016 en Jordania como representante de la OFC.
Nueva Zelanda fue coronada como campeona por tercera vez consecutiva el 24 de enero de 2016, sellando su calificación para la Copa del Mundo.

## Equipos participantes
- Islas Cook (anfitrión)
- Fiyi
- Nueva Caledonia
- Nueva Zelanda
- Papúa Nueva Guinea
- Samoa
- Islas Salomón
- Tonga
- Vanuatu

Retirados
- Samoa Americana
- Tahití

## Fase de grupos
El sorteo para la fase de grupos se realizó el 19 de octubre de 2015 en la sede de la OFC en Auckland, Nueva Zelanda. Los nueve equipos se dividieron en un grupo de cinco equipos y un grupo de cuatro equipos, y cada grupo jugó en formato de todos contra todos. Los dos mejores equipos de cada grupo avanzan a las semifinales.
Después de la retirada de las Islas Salomón del torneo, los partidos del Grupo A se volvieron a dibujar el 3 de noviembre de 2015 en la sede de la OFC. Como resultado, el torneo también comienza cuatro días después de su fecha de inicio original del 9 de enero de 2016.
Todos los horarios son locales, CKT (UTC − 10).

### Grupo A
| Pos | Equipo          | PJ | PG | PE | PP | GF | GC | GD  | Pts |
| --- | --------------- | -- | -- | -- | -- | -- | -- | --- | --- |
| 1   | Nueva Zelanda   | 3  | 3  | 0  | 0  | 36 | 0  | +36 | 9   |
| 2   | Nueva Caledonia | 3  | 2  | 0  | 1  | 10 | 12 | -2  | 6   |
| 3   | Tonga           | 3  | 1  | 0  | 2  | 4  | 19 | -15 | 3   |
| 4   | Samoa           | 3  | 0  | 0  | 3  | 1  | 20 | -19 | 0   |
| 5   | Islas Salomón   | 0  | 0  | 0  | 0  | 0  | 0  | 0   | 0   |

| 13 de enero de 2016 | Nueva Caledonia                                         | 5-0     | Tonga | CIFA Academy Field, Matavera,                        |                                                      |
| 14:30               | Pahoa 3', 8' · Koindredi 71' · Lalie 79' · Ali Said 88' | Reporte |       | Asistencia: 400 espectadores Árbitro(s): Tupou Patia | Asistencia: 400 espectadores Árbitro(s): Tupou Patia |

| 13 de enero de 2016 | Nueva Zelanda                                                                                                  | 11-0    | Samoa | CIFA Academy Field, Matavera,                        |                                                      |
| 17:00               | Blake 1', 81', 90+6' · Jillings 7' · Hand 12', 20', 65' · Tawharu 35', ?', 72 (autogol)' · Krystman 85', 90+4' | Reporte |       | Asistencia: 400 espectadores Árbitro(s): Nelson Sogo | Asistencia: 400 espectadores Árbitro(s): Nelson Sogo |

| 15 de enero de 2016 | Nueva Caledonia | 0-12    | Nueva Zelanda | CIFA Academy Field, Matavera,                           |                                                         |
| 14:30               |                 | Reporte | hand 29' · Jenkins 44', 45+2', 90+3 (pen.)' · Main 46' · Blake 49', 70', 71' · Jillings 52' · Foster 56 (pen.)' · Bunge 67' · Tawharu 90+5' | Asistencia: 300 espectadores Árbitro(s): Finau Vulivuli | Asistencia: 300 espectadores Árbitro(s): Finau Vulivuli |

| 15 de enero de 2016 | Samoa       | 1-4     | Tonga                                                  | CIFA Academy Field, Matavera,                           |                                                         |
| 17:00               | Aveau 45+1' | Reporte | Fifita 22' · Lutu 43' · Kafa 55' · Polovili 84 (pen.)' | Asistencia: 150 espectadores Árbitro(s): Robinson Banga | Asistencia: 150 espectadores Árbitro(s): Robinson Banga |

| 18 de enero de 2016 | Tonga | 0-13    | Nueva Zelanda                                                                                  | Takitumu School, Matavera,                           |                                                      |
| 14:00               |       | Reporte | Blake 5', 15', 55' · Jenkins 12', 24', 28', 84' · Main 36', 43' · Tawharu 41', 45+2', 53', 77' | Asistencia: 150 espectadores Árbitro(s): Tupou Patia | Asistencia: 150 espectadores Árbitro(s): Tupou Patia |

| 16 de enero de 2016 | Samoa | 0-5     | Nueva Caledonia                                | CIFA Academy Field, Matavera,                           |                                                         |
| 14:00               |       | Reporte | Takamatsu 10', 73' · Pahoa 16', 40' · Leme 57' | Asistencia: 100 espectadores Árbitro(s): Robinson Banga | Asistencia: 100 espectadores Árbitro(s): Robinson Banga |

### Grupo B
| Pos | Equipo             | PJ | PG | PE | PP | GF | GC | GD | Pts |
| --- | ------------------ | -- | -- | -- | -- | -- | -- | -- | --- |
| 1   | Papúa Nueva Guinea | 3  | 2  | 1  | 0  | 11 | 4  | +7 | 7   |
| 2   | Fiyi               | 3  | 1  | 1  | 1  | 7  | 5  | +2 | 4   |
| 3   | Islas Cook         | 3  | 1  | 0  | 2  | 6  | 6  | 0  | 3   |
| 4   | Vanuatu            | 3  | 1  | 0  | 2  | 5  | 14 | -9 | 3   |

| 14 de enero de 2016 | Islas Cook | 0-3     | Fiyi                                              | CIFA Academy Field, Matavera,                                |                                                              |
| 17:00               |            | Reporte | Hussein 22' · Likuculacula 30' · Nasau 59 (pen.)' | Asistencia: 500 espectadores Árbitro(s): Anna-marie Keighley | Asistencia: 500 espectadores Árbitro(s): Anna-marie Keighley |

| 14 de enero de 2016 | Papúa Nueva Guinea                                     | 7-1     | Vanuatu           | CIFA Academy Field, Matavera,                           |                                                         |
| 19:30               | Giada 1', 21', 43', 47' · Malara 11', 80' · Unamba 82' | Reporte | Gere 09+1 (pen.)' | Asistencia: 150 espectadores Árbitro(s): Averii Jacques | Asistencia: 150 espectadores Árbitro(s): Averii Jacques |

| 16 de enero de 2016 | Fiyi                         | 2-3     | Vanuatu                           | CIFA Academy Field, Matavera,                        |                                                      |
| 17:00               | Nasau 70' · Likuculacula 74' | Reporte | Gere 44' · Ngwele 48' · Simon 83' | Asistencia: 300 espectadores Árbitro(s): Nelson Sogo | Asistencia: 300 espectadores Árbitro(s): Nelson Sogo |

| 16 de enero de 2016 | Papúa Nueva Guinea | 2-1     | Islas Cook   | CIFA Academy Field, Matavera,                           |                                                         |
| 17:00               | Giada 39', 44'     | Reporte | Williams 10' | Asistencia: 450 espectadores Árbitro(s): Tapita Lelenga | Asistencia: 450 espectadores Árbitro(s): Tapita Lelenga |

| 18 de enero de 2016 | Vanuatu    | 1-5     | Islas Cook                                       | CIFA Academy Field, Matavera,                           |                                                         |
| 17:00               | Coulon 84' | Reporte | Harmon 3', 17', 35' · Marurai 37' · Rongokea 46' | Asistencia: 500 espectadores Árbitro(s): Averii Jacques | Asistencia: 500 espectadores Árbitro(s): Averii Jacques |

| 18 de enero de 2016 | Fiyi                                      | 2-2     | Papúa Nueva Guinea     | Takitumu School, Matavera,                                   |                                                              |
| 17:00               | Desconocido ?', 49 (autogol)' · Nasau 83' | Reporte | Giada 28' · Malara 65' | Asistencia: 100 espectadores Árbitro(s): Anna-Marie Keighley | Asistencia: 100 espectadores Árbitro(s): Anna-Marie Keighley |

## Fase final
|  | Semifinales        | Semifinales        |   |      | Final           | Final |  |
|  |                    |                    |   |      |                 |       |  |
|  |                    |                    |   |      |                 |       |  |
|  |                    |                    |   |      |                 |       |  |
|  | Nueva Zelanda      | 11                 |   |      |                 |       |  |
|  | Fiyi               | 0                  |   |      |                 |       |  |
|  |                    |                    |   |      |                 |       |  |
|  |                    |                    |   |      |                 |       |  |
|  |                    |                    |   |      | Nueva Zelanda   | 8     |  |
|  |                    | Papúa Nueva Guinea | 0 |      |                 |       |  |
|  |                    |                    |   |      |                 |       |  |
|  |                    |                    |   |      |                 |       |  |
|  |                    |                    |   |      | Tercer lugar    |       |  |
|  |                    |                    |   |      |                 |       |  |
|  | Papúa Nueva Guinea | 2                  |   | Fiyi | 3               |       |  |
|  | Nueva Caledonia    | 1                  |   |      | Nueva Caledonia | 2     |  |

### Semifinales
| 21 de enero de 2016 | Nueva Zelanda | 11-0    | Fiyi | CIFA Academy Field, Matavera,                        |                                                      |
| 14:00               | Blake 7', 45' · Krystman 12' · Desconocido 24 (autogol)' · Main 38', 45+7' · Hand 45+2', 82', 90+5' · Tawharu 76', 90+4' | Reporte |      | Asistencia: 300 espectadores Árbitro(s): Tupou Patia | Asistencia: 300 espectadores Árbitro(s): Tupou Patia |

| 21 de enero de 2016 | Papúa Nueva Guinea | 2-1     | Nueva Caledonia  | CIFA Academy Field, Matavera,                        |                                                      |
| 17:00               | Kig 3', 90+5'      | Reporte | Pahoa 85 (pen.)' | Asistencia: 300 espectadores Árbitro(s): Nelson Sogo | Asistencia: 300 espectadores Árbitro(s): Nelson Sogo |

### Tercer lugar
| 23 de enero de 2016 | Fiyi                                      | 3-2     | Nueva Caledonia           | CIFA Academy Field, Matavera,                                |                                                              |
| 14:00               | Nasau 5', 35' · Desconocido 74 (autogol)' | Reporte | Takamatsu 11' · Pahoa 88' | Asistencia: 600 espectadores Árbitro(s): Anna-Marie Keighley | Asistencia: 600 espectadores Árbitro(s): Anna-Marie Keighley |

### Final
| 23 de enero de 2016 | Nueva Zelanda                                                          | 8-0     | Papúa Nueva Guinea | CIFA Academy Field, Matavera,                           |                                                         |
| 17:00               | Blake 26', 46', 90+1'} · Hand 33', 51', 53' · Tawharu 62' · Foster 88' | Reporte |                    | Asistencia: 600 espectadores Árbitro(s): Averii Jacques | Asistencia: 600 espectadores Árbitro(s): Averii Jacques |

## Premios
Los siguientes premios fueron entregados al final del torneo.
| Premio        | Jugadora            |
| ------------- | ------------------- |
| Balón de Oro  | Michaela Foster     |
| Bota de Oro   | Hannah Blake        |
| Guante de Oro | Francine Lockington |
| Fair Play     | Islas Cook          |

## Goleadoras
| Pos | Equipo             | Jugadora            | Gol(es) |    | Pos                | Equipo               | Jugadora  | Gol(es) |
| 1   | Nueva Zelanda      | Hannah Blake        | 14      | 18 | Islas Cook         | Susan Williams       | 1         |         |
| 2   | Nueva Zelanda      | Jacqui Hand         | 10      | 18 | Fiyi               | Aliza Hussein        | 1         |         |
| 3   | Nueva Zelanda      | Samantha Tawharu    | 9       | 18 | Nueva Caledonia    | Jessica Ali Said     | 1         |         |
| 4   | Papúa Nueva Guinea | Belinda Giada       | 7       | 18 | Nueva Caledonia    | Lucinda Koindredi    | 1         |         |
| 4   | Nueva Zelanda      | Maggie Jenkins      | 7       | 18 | Nueva Caledonia    | Elise Lalie          | 1         |         |
| 6   | Nueva Caledonia    | Jackie Pahoa        | 6       | 18 | Nueva Caledonia    | Joelle Leme          | 1         |         |
| 7   | Fiyi               | Cema Nasau          | 5       | 18 | Nueva Zelanda      | Claudia Bunge        | 1         |         |
| 7   | Nueva Zelanda      | Emma Main           | 5       | 18 | Papúa Nueva Guinea | Selina Unamba        | 1         |         |
| 9   | Islas Cook         | Moeroa Harmon       | 3       | 18 | Samoa              | Sophia Aveau         | 1         |         |
| 9   | Nueva Caledonia    | Katinka Takamatsu   | 3       | 18 | Tonga              | Alexandra Fifita     | 1         |         |
| 9   | Nueva Zelanda      | Sarah Krystman      | 3       | 18 | Tonga              | Mele Kafa            | 1         |         |
| 9   | Papúa Nueva Guinea | Anna Malara         | 3       | 18 | Tonga              | Seini Lutu           | 1         |         |
| 13  | Fiyi               | Koleta Likuculacula | 2       | 18 | Tonga              | Ana Polivili         | 1         |         |
| 13  | Nueva Zelanda      | Michaela Foster     | 2       | 18 | Vanuatu            | Keren Coulon         | 1         |         |
| 13  | Nueva Zelanda      | Gabe Jillings       | 2       | 18 | Vanuatu            | Cynthia Ngwele       | 1         |         |
| 13  | Papúa Nueva Guinea | Robertlynn Kig      | 2       | 18 | Vanuatu            | Leimata Simon        | 1         |         |
| 13  | Vanuatu            | Annie Gere          | 2       | 36 | Fiyi               | contra Nueva Zelanda | Autogoles |         |
| 18  | Islas Cook         | Nicole Marurai      | 1       | 36 | Nueva Caledonia    | contra Fiyi          | Autogoles |         |
| 18  | Islas Cook         | Daimzel Rongokea    | 1       | 36 | Papúa Nueva Guinea | contra Fiyi          | Autogoles |         |
|     |                    |                     |         | 36 | Samoa              | contra Nueva Zelanda | Autogoles |         |
|     |                    |                     |         |    |                    |                      |           |         |